# یواس‌اس لیدل (دی‌یی-۲۰۶)
یواس‌اس لیدل (دی‌یی-۲۰۶) (به انگلیسی: USS Liddle (DE-206)) یک کشتی بود که طول آن ۳۰۶ فوت (۹۳ متر) بود. این کشتی در سال ۱۹۴۳ ساخته شد.